# Нижний Барханчак
Ни́жний Барханча́к — аул в Ипатовском районе (городском округе) Ставропольского края России.

## Географическое положение
Расстояние до краевого центра: 102 км. Расстояние до районного центра: 12 км.

## История
Туркменский аул Большой Барханчак (Баш аул) был основан в 1836 г. на балке под тем же названием, впадающей в р. Калаус, и состоял из поселений Верхний Барханчак и Нижний Барханчак.
В 1920 г. Мало-Барханчакская волость с центром в ауле Малый Барханчак, включающая в себя также аулы Верхний Барханчак, Новый Барханчак и Юсуп-Кулак, была в составе Туркменского района Ставропольской губернии. 
5 апреля 1941 г. в состав Ипатовского района из Туркменского переданы Верхне-Барханчакский, Мало-Барханчакский и Юсуп-Кулакский сельсоветы.
18 июня 1954 г. сельсоветы Книгинский, Мало-Барханчакский, Верхне-Барханчакский и Крестьянский объединились в Книгинский сельсовет. 
В апреле 1976 г. аулы Малый Барханчак, Верхний Барханчак, Нижний Барханчак и с. Крестьянского вошли в состав образованного Мало-Барханчакского сельсовета.
До 1 мая 2017 года аул входил в упразднённый Мало-Барханчакский сельсовет.

## Население
| 1925 | 1926 | 1989 | 2002 | 2010 | 2014 | 2023 |
| ---- | ---- | ---- | ---- | ---- | ---- | ---- |
| 233  | ↗316 | ↘292 | ↗332 | ↗342 | ↘300 | ↗327 |

Национальный состав
Жители села преимущественно туркмены (86 %).

## Ислам
Молельная комната. Открыта 18 июля 2012 года в присутствии раис-имамов Туркменского и Благодарненского районов.

## Инфраструктура
В Нижнем Барханчаке две улицы — Будённого и Новая. 
Аул газифицирован, электрифицирован, обеспечен водоснабжением.
В ауле два кладбища.

## Связь и телекоммуникации
В 2016 году в ауле введена в эксплуатацию точка доступа к сети Интернет (передача данных осуществляется посредством волоконно-оптической линии связи).

## Эпидемиология
Населённый пункт расположен в местности, отнесённой к активным природным очагам туляремии.

## Памятники
На территории между аулами Верхний и Нижний Барханчак находится памятник истории местного значения «Могила Х. Ибрагимова, командира взводного отряда Ипатова, погибшего за власть Советов» (1919, 1965 годы).